# فهرست وندهای رایج در آرایه‌شناسی
این فهرستی از وندهای رایج مورد استفاده در نام‌گذاری علمی گونه‌ها، به‌ویژه گونه‌های منقرض‌شده که تنها نام علمی آنها به همراه مشتقات آنها استفاده می‌شود، است.
- a-، an-: تلفظ: /ə/، /a/، /ən/, /an/. منبع: یونانی باستان: ἀ-, ἀν- (a, an-). معنی: پیشوندی که برای ساختن کلماتی با معنایی متضاد با ریشه کلمه استفاده می‌شود؛ در این مورد، به معنای «بدون» یا «کمتر». این پیشوند معمولاً برای توصیف جاندارانی بدون یک ویژگی خاص، و همچنین جاندارانی که آن ویژگی ممکن است بلافاصله در آنها آشکار نباشد، استفاده می‌شود.
مثال‌ها: آنوروگناتوس ("آرواره بی‌دم")؛ آپوس ("بی‌پا")؛ آپتریکس ("بی‌بال")؛ پترانودون ("بال‌های بی‌دندان")؛ آنورا ("بی‌دم")؛ آنوفتالموس ("بی‌چشم")
- -acanth, acantho-: تلفظ: /eɪkænθ/، /eɪkænθoʊ/. منبع: یونانی باستان: ἄκανθα (ákantha). معنی: ستون فقرات.
مثال‌ها: آکانتودس ("پایه خاردار")؛ آکانتوستگا ("سقف ستون فقرات")؛ کوئلاکانت ("ستون فقرات توخالی")؛ آکروکانتوسوروس ("مارمولک خاردار")؛ آکانتودرس ("گردن خاردار")؛ آکانتاموبا ("آمیب خاردار")؛ متریاکانتوسوروس ("مارمولک با خار متوسط")؛ هولاکانتوس ("ستون فقرات کامل")
- aeto-: تلفظ: /aɛto/. منبع: یونانی باستان: ἀετός (آئتوس). به معنی: عقاب.
مثال‌ها: آتونیکس ("چنگال عقاب")؛ آئتوباتوس ("سفره عقاب")؛ آئتوزوریا ("مارمولک عقاب")
- afro-: تلفظ: /ˈafro/. ریشه: لاتین: afro- معنی: آفریقایی.

مثال‌ها: آفرووناتور (شکارچی آفریقایی)؛ آفروپیتکوس (میمون آفریقایی)؛ آفروتریا (جانوران آفریقایی)
- -ales: تلفظ: /ˈa.lis/. ریشه: لاتین: -ālis معنی: برای تشکیل نام‌های طبقه‌بندی راسته‌ها استفاده می‌شود.

مثال‌ها: انتروباکترها ("راستهٔ باکتری‌های روده‌ای")؛ نیتروزومونادیال‌ها ("راستهٔ باکتری‌های تثبیت‌کننده نیتروژن")؛ کروماتیال‌ها ("راستهٔ باکتری‌های تثبیت‌کننده گوگرد بنفش")